# Черен орел
Черен орел (Aquila verreauxii) е вид птица от семейство Ястребови (Accipitridae).

## Разпространение
Видът е разпространен в Ангола, Ботсвана, Джибути, Египет, Еритрея, Етиопия, Замбия, Зимбабве, Израел, Йордания, Йемен, Кения, Лесото, Малави, Мозамбик, Намибия, Нигер, Оман, Саудитска Арабия, Сомалия, Судан, Свазиленд, Танзания, Уганда, Централноафриканската република, Чад, Южна Африка и Южен Судан.